# Kina Ha
Kina Ha a Csillagok háborúja elképzelt univerzumának egyik szereplője.

## Leírása
Kina Ha a kaminói fajba tartozó, Jedi Mesternő. Bőrszíne szürke és szemszíne fekete. Mestere a trandosán fajba tartozó férfi Kras'dohk Jedi Mester.
Ez a kaminói nő a Galaktikus Köztársaság békés idejében kapta meg a kiképzését. Ennek a bölcs, de magányos jedinőnek inkább a Jedi Kódex tanai és nem a Jedi Rendbe való tartozása számított, éppen ezért ritkán látogatta meg a Jedi Templomot. Kina Ha azon kevés jedik egyike, akik túlélték a jedik életét kioltó „66-os parancsot”. A Galaktikus Birodalom idején a Mandalore nevű bolygón élt, később pedig csatlakozott a túlélő, úgynevezett altisiai jedikhez.

## Élete
Kina Ha a Kamino nevű vízborította bolygón született. A kaminóiak azt tervezték, hogy minél távolabbi világokat tárjanak fel, emiatt Hát genetikailag átalakították, hogy át tudja élni az igen hosszú ideig tartó hiperűr-utazásokat. Azonban ez a terv nem valósult meg és Kina Ha cél nélkül maradt a kaminóiak igen rendezett társadalmában. A dolgok rosszabbra fordultak számára, amikor közeledett a felnőttkor, mivel Erő érzékenyé vált, és ez a nemtetszést keltett a fajtársaiban. A kaminóiak hamarosan kizárták közösségükből, és Ha félve, hogy „újra átírják”, elhagyta szülőbolygóját. Utazásai során rátalált a trandosán Kras'dohk Jedi Mesterre, aki Jedi védelmező kiképzésnek vetette alá Kina Hát. A fénykard készítésére is megtanította. Kina Ha annyira jól tanult, hogy elérte a Jedi Mester rangot.
Ez a kaminói nő tanúja volt a mandalori háborúknak. Miután meghalt a Mestere, Kina Ha egy évszázadon keresztül az űrben utazott, nagyjából céltalanul. A Jeditanáccsal sem tartott szoros kapcsolatot, csak ritkán látogatott el a szervezethez. Egyszer, amikor megállt a Vorusku nevű bolygón, förtelmes látomása volt. Látta, amint szülőbolygójáról számtalan katona indul el, továbbá az Erő sötét oldalát is érzékelte. Látomása után visszasietett a Kaminóra, de ott nem látta jelét semmi rossznak. Felkészülve a rossz jelek megelőzésére, Ha egy Uulshos DPx vízalatti jármű segítségével lemerült a világóceán aljzatára a Slici-kanyonban levő végvár romjaihoz. Itt egy elszigetelt teremben remeteként élt, várva a rossz jeleket. Közben az emberek által küldött hologramokat nézegette.
Amíg Kina Ha több tíz évig az óceán mélyén remeteként élt, addig fajtársai egymás után „gyártották” a klónhadseregeket. Ha nem tudva, hogy melyik hadsereget látta a látomásában, egy ideig nem csinált semmit. Nem jött rá arra, hogy a Tipoca Cityben készülő Köztársasági Nagy Hadsereget (Grand Army of the Republic) valójában Darth Sidious Sith Nagyúr rendelte. Miután elkezdődtek a klónháborúk a Galaktikus Köztársaság klónjai és a Független Rendszerek Konföderációja droidhadseregei között és a 66-os parancs érvénybe lépése után, Kina Ha elmenekült a Kaminóról. Menekülés közben segítséget kapott egy Nyreen Vollen nevű csempésznőtől.
Nyreen Vollen teherszállítóján, a Cornucopián Kina Hához csatlakozott egy padawan, Tallisibeth Enwandung-Esterhazy. Vollen elvitte őket Mandalore északi féltekére, Kyrimorutra Kal Skirata várába. Skirata nagyon utálja a kaminóiakat és a jediket, de azért hagyta, hogy Ha megszálljon nála, azzal a feltétellel, hogy Ha hagyja Ovolot Qail Uthan orvosnőt génmintát venni tőle tanulmányozásra. A tanulmányozás célja az volt, hogy fejtsék meg Kina Ha hosszú életének titkát, és az oda menekült klónok életét is hosszabbíthassák meg. Ha eltűrte a vizsgálatokat és nyíltan ellenezte fajtársai klóngyártási tevékenységeit. Később Kina Hához és Tallisibeth Enwandung-Esterhazyhoz csatlakozott Arligan Zey Jedi Mester is. Miután a mandaloriak megkapták a génmintáját, úgy döntöttek, hogy mégsem pusztítják el a jedi vendégeiket, hanem Bardan Jusik egykori jedi közvetítésével eljuttatták őket Djinn Altis jedi táborába.
Kina Ha 3000 év során rengeteg háborút és hadsereget látott.

## Megjelenése a könyvekben
Ez a kaminói jedinő az „Order 66: A Republic Commando Novel” és az „Imperial Commando: 501st” című regényekben szerepel.

## Fordítás
- Ez a szócikk részben vagy egészben a Kina Ha című Wookieepedia-szócikk fordítása. Az eredeti cikk szerkesztőit annak laptörténete sorolja fel.